# Јалова (вилајет)
Јаловски вилајет (тур. Yalova ili) је вилајет у северозападној Турској, на источној обали Мраморног мора. Суседни вилајети су Бурса на југу и Коџаели на истоку. Престоница вилајета је град Јалова. Заузима површину од 847 km². Популација вилајета Јалова је 203,741 становника (из 2010). Густина насељености износи 240.5 ст./km². До 1995. године Јалова је била округ вилајета Истанбул.

## Окрузи
Јаловски вилајет је подељен на 6 округа:
- Алтинова
- Армутлу
- Чифтликој
- Чинарџик
- Термал
- Јалова (престоница)

## Познати пореклом из Јалове
- Мухарем Инџе - политичар
- Мехмет Окур - кошаркаш у НБА лиги
- Шебнем Ферах - певачица
- Изел (Изел Челикоз) - певачица

## Галерија
- Водопад Су Душен близу Термала у Јалови
- Трајектна лука Армутлу
- Пијаца у Јалови